# 毛柱马钱
毛柱马钱（学名：Strychnos nitida），为马钱科马钱属下的一个种。

## 扩展阅读
維基物種上的相關：毛柱马钱